# Saverio Scrofani
Saverio Scrofani (Modica, 21 novembre 1756 – Palermo, 7 marzo 1835) è stato uno storico, economista e scrittore italiano.

## Biografia
Nato in provincia di Ragusa, in una famiglia di modeste condizioni, fu allevato dallo zio materno Giovanni Battista Alagona, vescovo di Siracusa, che desiderava farne un prete; ma Saverio Scrofani prese gli ordini sacri, restò abate e scelse una esistenza più comoda e salottiera, non disdegnando i tavoli da gioco, tanto che nel 1786 fu bandito da Palermo, per aver tentato una frode. Ha qui inizio la sua esistenza randagia e inquieta. Esperto in economia, poligrafo brillante, nei primi tempi si interessò a specifici argomenti di agraria. A Firenze aderì ai principi fisiocratici, sviluppando idee di politica economica che tendevano ad un riformismo liberale, ma moderato.
A Venezia divenne docente di agricoltura e s'inventò una inesistente carica di "sovrintendente generale dell'agricoltura e del commercio col Levante". Visse a Parigi, dal 1788 al 1791, conobbe Jean-Baptiste François Rozier e avvertì i primi sintomi dalla rivoluzione francese. Pubblicò il libello Tutti han torto ossia lettera a mio zio sulla rivoluzione di Francia, che attirò polemiche per le idee conservatrici, pur attenuate da qualche fermento rivoluzionario. Nel 1793 pubblicò Tutti han ragione, in cui analizzava le cause economiche della rivoluzione, libro che per la prima volta illuminava su aspetti non secondari della crisi in atto in Francia. Le sue successive opere furono Sulla libertà del commercio dei grani nella Sicilia (1791) e Riflessioni sopra le sussistenze desunte dai fatti osservati in Toscana (1795).
Il suo Saggio sul commercio in generale delle nazioni d'Europa e sul commercio della Sicilia in particolare fu stampato a Venezia nel 1792 e tradotto in francese nel 1802. La vera ricchezza delle campagne ossia corso d'agricoltura è una sua opera, pubblicata a Venezia, appresso Gio Antonio Perlini, nel 1793.

### IlViaggio in Grecia
Pubblicò, in 3 volumi, una relazione del Viaggio in Grecia  - dove si recò in due circostanze - opera che si dichiarava edita a Londra, nel 1799-1800, ma che invece fu stampata a Roma dal tipografo Salvioni. A Parigi, nel 1801, ne uscì una traduzione in francese. Questa opera era stata rifiutata dall'Accademia dei Georgofili di Firenze, per l'eccesso di toni polemici. Saverio Scrofani l'aveva elaborata nel corso di un soggiorno a Venezia, dove poté confrontare le sue teorie liberistiche con Matteo Biffi Tolomei. Aveva lì allacciato una relazione con Annetta Vadori, una donna chiacchierata, e intanto tesseva una rete di spionaggio a favore del Regno di Napoli, nella speranza di ottenere così il perdono per il vecchio reato e tornare in patria.
A Firenze poté stampare, nel 1798, la Relazione su lo stato attuale dell'agricoltura e del commercio della Morea, un testo che inizialmente aveva ideato come parte conclusiva e tecnica del Viaggio in Grecia. Curò nel 1792 la traduzione del Viaggio sentimentale di Laurence Sterne.
Tornò a Parigi e divenne corrispondente dell'Institut de France, dove fu accolto per le sue benemerenze di pubblicista e di studioso di economia. Scrisse La guerre des trois mois (1806), opera poi tradotta in italiano.
Era ancora una volta una spia, in collegamento con l'ambasciata napoletana; ma faceva anche il doppio gioco, come confidente della polizia parigina, su movimenti sospetti di esuli italiani. Fu scoperto mentre rubava, con la complicità della Vadori e forse fu anche coinvolto nella falsificazione di monete.

### Ritorno in patria
Nel 1809 si recò finalmente a Napoli, chiamato da Gioacchino Murat come funzionario del ministero di polizia. Si interessava anche di arte e scrisse ad Ennio Quirino Visconti, in merito a una tela di Claude Lorrain. Nel 1814 ottenne dal re Borbone Ferdinando I delle Due Sicilie l'incarico di compilare le statistiche del Regno. Pubblicò un libro curioso, nel 1817: Paragone delle donne francesi con le italiane. Allontanato dall'incarico, nel 1822, perché sospetto di simpatie liberali e massoniche, tornò a Palermo e si dedicò interamente ai suoi studi. Le sue Memorie di pubblica economia  uscirono a Pisa, nel I826, per i tipi di N. Capurro.
In vecchiaia, nella revisione del Viaggio in Grecia, eliminò quelle parti che rispecchiavano vecchie idee giacobine e repubblicane e che, in genere, erano polemiche col regime monarchico. La nuova redazione apparve nel 1831, a Palermo, stampata dalla tipografia degli Eredi Abbate. Nelle Memorie su la Sicilia tratte dalle più celebri accademie e da distinti libri di società letterarie e di valent'uomini nazionali e stranieri, raccolte da Guglielmo Capozzo, è compreso il saggio storico di Saverio Scrofani Memoria sulle guerre servili in Sicilia sotto i romani. Una delle sue ultime opere edite in vita ha carattere giornalistico-documentario: L'alluvione di Modica de 10 ottobre 1833.
Negli ultimi anni ebbe l'incarico di direttore generale della statistica e censimento di Sicilia, e di vicepresidente dell'Istituto d'incoraggiamento d'agricoltura, arti e manifatture. La sua complessa e contraddittoria biografia, riportata con toni elogiativi in dizionari biografici ottocenteschi, che egli era riuscito ad emendare, fu restituita alla verità storica da Benedetto Croce.